# Бакшарівка
Бакша́рівка —  село в Україні, у Лозівській міській громаді Лозівського району Харківської області. Населення становить 52 осіб. До 2020 орган місцевого самоврядування — Павлівська Друга сільська рада.

## Географія
Село Бакшарівка знаходиться на лівому березі річки Берека, вище за течією примикає село Павлівка Друга, нижче за течією на відстані 1 км розташоване село Зелений Гай, на протилежному березі - село Федорівка. Річка в цьому місці сильно заболочена.

## Історія
- 1920 — дата заснування.
- 12 червня 2020 року, відповідно до Розпорядження Кабінету Міністрів України  № 725-р «Про визначення адміністративних центрів та затвердження територій територіальних громад Харківської області», увійшло до складу Лозівської міської громади.[1]
- 17 липня 2020 року, в результаті адміністративно-територіальної реформи та ліквідації колишнього Лозівського району (1923—2020), увійшло до складу новоутвореного Лозівського району Харківської області.[2]